# I. e. 202
Évszázadok: i. e. 4. század – i. e. 3. század – i. e. 2. század
Évtizedek: i. e. 250-es évek – i. e. 240-es évek – i. e. 230-as évek – i. e. 220-as évek – i. e. 210-es évek – i. e. 200-as évek – i. e. 190-es évek – i. e. 180-as évek – i. e. 170-es évek – i. e. 160-as évek – i. e. 150-es évek
Évek: i. e. 207 – i. e. 206 – i. e. 205 – i. e. 204 –  i. e. 203 – i. e. 202 – i. e. 201 – i. e. 200 – i. e. 199 – i. e. 198 – i. e. 197

## Események

### Itália és Észak-Afrika
- Rómában Marcus Servilius Pulex Geminust és Tiberius Claudius Pius Felix Nerót választják consulnak.
- A második pun háborúban az Utica melletti csatavesztésért árulással vádolt Hasdrubal Gisco öngyilkosságot követ el, mielőtt a karthágói csőcselék meglincselné.
- Október 19. – a zámai csatában a római Publius Cornelius Scipio és numida szövetségese, Masinissa döntő vereséget mér a Hannibal vezette karthágóiakra, akik mintegy 20 ezer embert veszítenek. Hannibal elmenekül. Győzelmét követően Scipio megkapja az Africanus melléknevet.

### Egyiptom
- A kiskorú V. Ptolemaiosz helyett kormányzó Agathoklész háttérbe szorítja és meggyilkoltatja régenstársát, Szoszibiosz főminisztert.
- Agathoklész uralma felháborítja Tlépolemoszt, Péluszion katonai kormányzóját és seregével Alexandriába indul. Követői Alexandriában lázadást robbantanak ki, Agathoklész lemondását követelve.
- V. Ptolemaiosz beleegyezik a lázadók követelésébe, hogy öljék meg anyja, Arszinoé feltételezett gyilkosát, Agathoklészt. A csőcselék beözönlik a palotába és meggyilkolják Agathoklész nővéreit (egyikük, Agathoklea IV. Ptolemaiosz szeretője volt), feleségét és gyerekeit. Agathoklészt még előtte megölik a barátai, hogy ne kerüljön a lázadók kezére. Tlépomelosz lesz az ország régense, de alkalmatlansága hamarosan kiderül.
- Az egyiptomi zűrzavar során III. Antiokhosz szeleukida király elrendeli, hogy csapatai vonuljanak be a Ptolemaidák fennhatósága alatt lévő Szíriába.

### Kína
- Liu Pang legyőzi Hsziang-jüt, Nyugati Csu önjelölt királyát, majd Kao-cu néven kikiáltja magát Kína császárává és megalapítja a Han-dinasztiát.
- A császár kijelöli új fővárosát, Csangant.

## Halálozások
- Hasdrubal Gisco, karthágói hadvezér
- Szoszibiosz, egyiptomi főminiszter
- Agathoklész, egyiptomi régens
- Hsziang-jü, kínai hadvezér, trónbitorló

## Fordítás
- Ez a szócikk részben vagy egészben  a(z)   202 BC című angol Wikipédia-szócikk ezen változatának fordításán alapul.  Az eredeti cikk szerkesztőit annak laptörténete sorolja fel. Ez a jelzés csupán a megfogalmazás eredetét és a szerzői jogokat jelzi, nem szolgál a cikkben szereplő információk forrásmegjelöléseként.